# Yeongsanjae

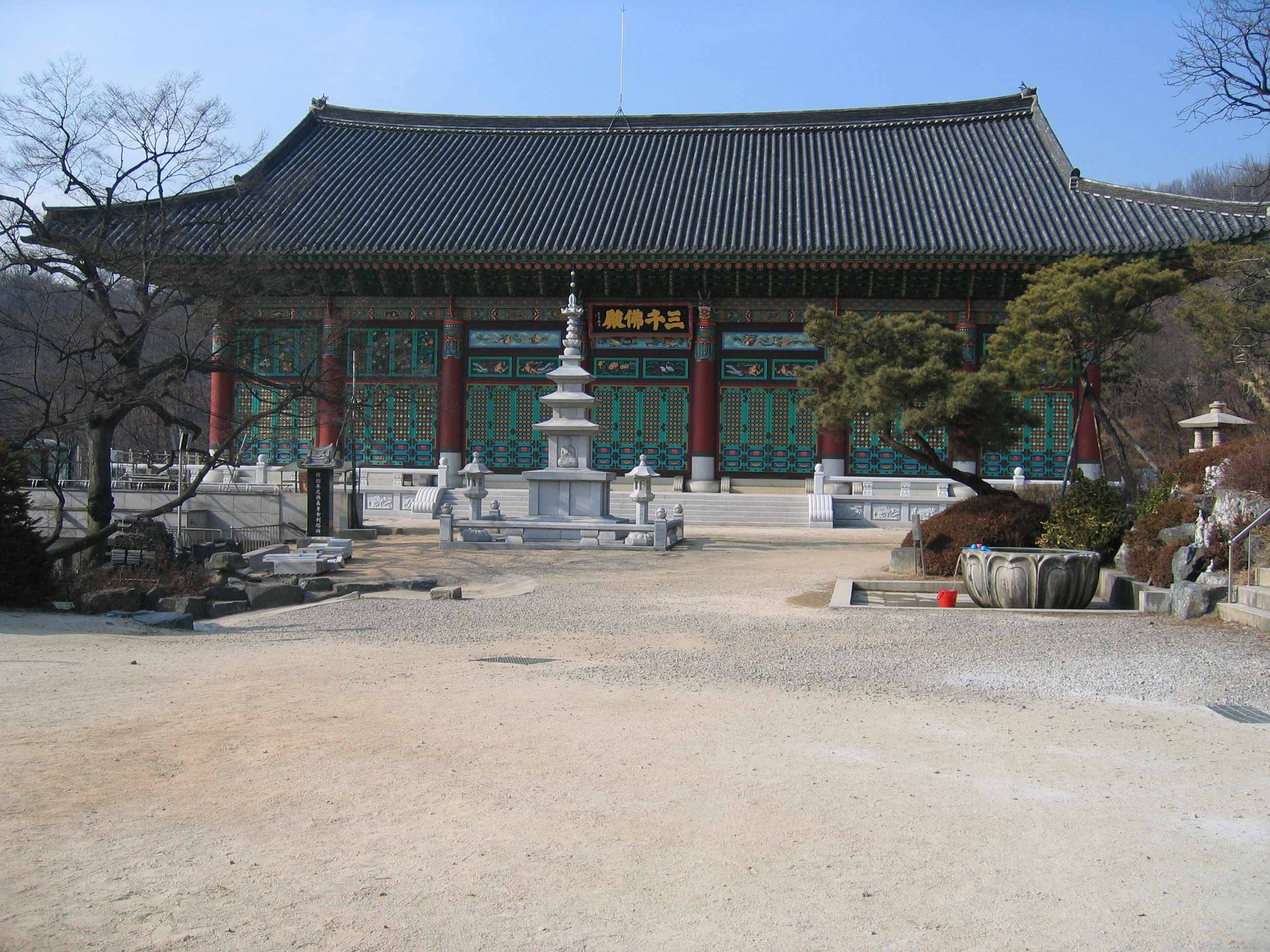
Klasztor Pongwŏn sa, gdzie 6 czerwca przeprowadzana jest ceremonia Yeongsanjae

Yeongsanjae (kor. 영산재) – ceremonia buddyjska przeprowadzana w 49. dniu po śmierci, by ułatwić duszy zmarłego przejście w stan nirwany; odprawiana również w intencji pokoju lub zwycięstwa w wojnie; celebrowana corocznie 6 czerwca przez mnichów w klasztorze Pongwŏn sa.
W 2009 roku ceremonia yeongsanjae została wpisana na listę niematerialnego dziedzictwa UNESCO.

## Opis
Buddyści wierzą, że zmarli mogą być uwolnieni od cierpień poprzez zrozumienie dharmy, nauk buddy. Rytuały yeongsanjae mają na celu zapoznanie zmarłego z naukami buddy i oczyszczenie z grzechów, by ułatwić duszy przejście w stan nirwany. Yeongsanjae jest swoistą rekonstrukcją spotkań na górze Gijjhakuta, gdzie budda Siakjamuni wygłaszał swoje nauki. Człon nazwy yeongsan pochodzi od yeongsanhoesang – miejsca na górze Gijjhakuta, gdzie budda Siakjamuni miał przedstawić sutrę lotosu.
Ceremonia jest połączeniem egzorcyzmu, ceremonii pogrzebowej i celebracji dharmy w celu uzyskania dla zmarłego pośmiertnego oświecenia. Jest przeprowadzana w 49. dniu po śmierci – buddyści wierzą, że los zmarłego w jego kolejnym życiu rozstrzyga się w czasie 49 dni po jego śmierci. Rytuały yeongsanjae przeprowadzane są również w intencji pokoju lub zwycięstwa w wojnie. 
Historia yeongsanjae nie jest dobrze znana. Niektóre publikacje podają, że ceremonia była przeprowadzana już w okresie Goryeo (918–1392). Neung-hwa Lee w księdze o historii buddyzmu w Korei (Bulgyotongsa) pisał, że ceremonia praktykowana była w pierwszych latach państwa Joseon (1392–1910).   
W 1973 roku została uznana przez władze Korei Południowej za ważny element niematerialnego dziedzictwa kulturowego (kor. 중요무형문화재) podlegającego ochronie (nr 50). W 1987 roku powołano do życia towarzystwo ds. jej ochrony. Tradycje yeongsanjae pielęgnowane są przez mnichów z zakonu T'aego. Ceremonia yeongsanjae przeprowadzana jest dorocznie na terenie Pongwŏn sa w dniu 6 czerwca.  
W 2009 roku ceremonia yeongsanjae została wpisana na listę niematerialnego dziedzictwa UNESCO.

## Przebieg ceremonii
Oryginalna ceremonia trwała trzy dni i trzy noce, obejmując wiele różnorodnych uroczystych rytuałów. 
Ceremonia zaczyna się od wywieszenia na zewnątrz świątyni wielkoformatowej thanki ukazującej buddę Siakjamuniego nauczającego zebranych na górze Gijjhakuta. Następnie odbywa się procesja, by zaprosić buddę, bodhisattwaów, bóstwa stróżów i duszę zmarłego do świątyni i jej ołtarza. Potem przeprowadzane są rytuały ofiarne ku czci zaproszonych bóstw a w ostatniej części wszyscy uczestnicy są uroczyście żegnani. Najważniejszym, a przez to najdłuższym elementem ceremonii, jest modlitwa ofiarowywana buddzie.  
Poszczególne części ceremonii to: 
1. Rytuał powitania (siryeon) – rytuał rozpoczyna uderzenie w gong, budda, bodhisattwaci i wszystkie duchy    zapraszane są, by zstąpić z nieba na ceremonię i zapewnić jej pomyślny przebieg[7]. Duchy sprowadzane są przez bodhisattwę[7].
2. Rytuał przyjęcia duchów (daeryeong) – rodzina zmarłego ofiarowuje zmarłemu jedzenie i picie jako wyraz szacunku i miłości[2].
3. Rytuał oczyszczenia (gwanyok) – rytuał oczyszczenia karmy skażonej przez trzy „trucizny”: chciwość, złość i głupotę, poprzez nauki buddy, pieśni i rozpylanie wody perfumowanej[8].
4. Rytuał pieniędzy (Jojeon Jeoman) – rytuał poświęcenia pieniędzy używanych w zaświatach[2][8].
5. Rytuał herbaty (Sinjung Jakbeop) – ceremonia parzenia herbaty dedykowana wszystkim świętym duchom w intencji pomyślnego przebiegu ceremonii Yeongsanjae[2].
6. Rytuał powitania buddy (Gwaebul Iun) – budda Siakjamuni, inni buddowie oraz bodhisattwaowie witani są zgodnie z zasadami buddyzmu[2].
7. Rytuał ofiarowania posiłku z ryżu (Sangdan Gwongong) – buddom i bodhisattwatom ofiarowywany jest posiłek z ryżu – wznoszone są modlitwy o szczęśliwość i oświecenie świata[2].
8. Kazanie (Beopmun) – mnich w imieniu buddy głosi kazanie[2].
9. Rytuał posiłku (Sikdang Jakbeop) – posiłek dla mnichów uczestniczących w ceremonii[2].
10. Rytuał błogosławieństwa  (Jungdan Gwongong) – wszystkie byty duchowe obecne podczas rytuału proszone są o pomoc w zapewnieniu pomyślnego przebiegu ceremonii i o błogosławieństwo dla wszystkich jej uczestników[2].
11. Rytuał posiłku dla zmarłych (Sisik) – uczestnicy celebrują wejście zmarłych do nieba[2].
12. Rytuał pożegnania (Bongsong i Sodae Baesong) – wszystkie byty są żegnane śpiewem[2].

W trakcie rytuałów mnisi nucą rytualne pieśni (beompae) przy akompaniamencie m.in. instrumentów smyczkowych (haegeum),  sześciostrunowej cytry (geomungo) oraz bębnów (janggu). Mnisi wykonują również rytualne tańce, m.in. taniec motyla (nabichum).